# Groepsschuilplaats Type 1918

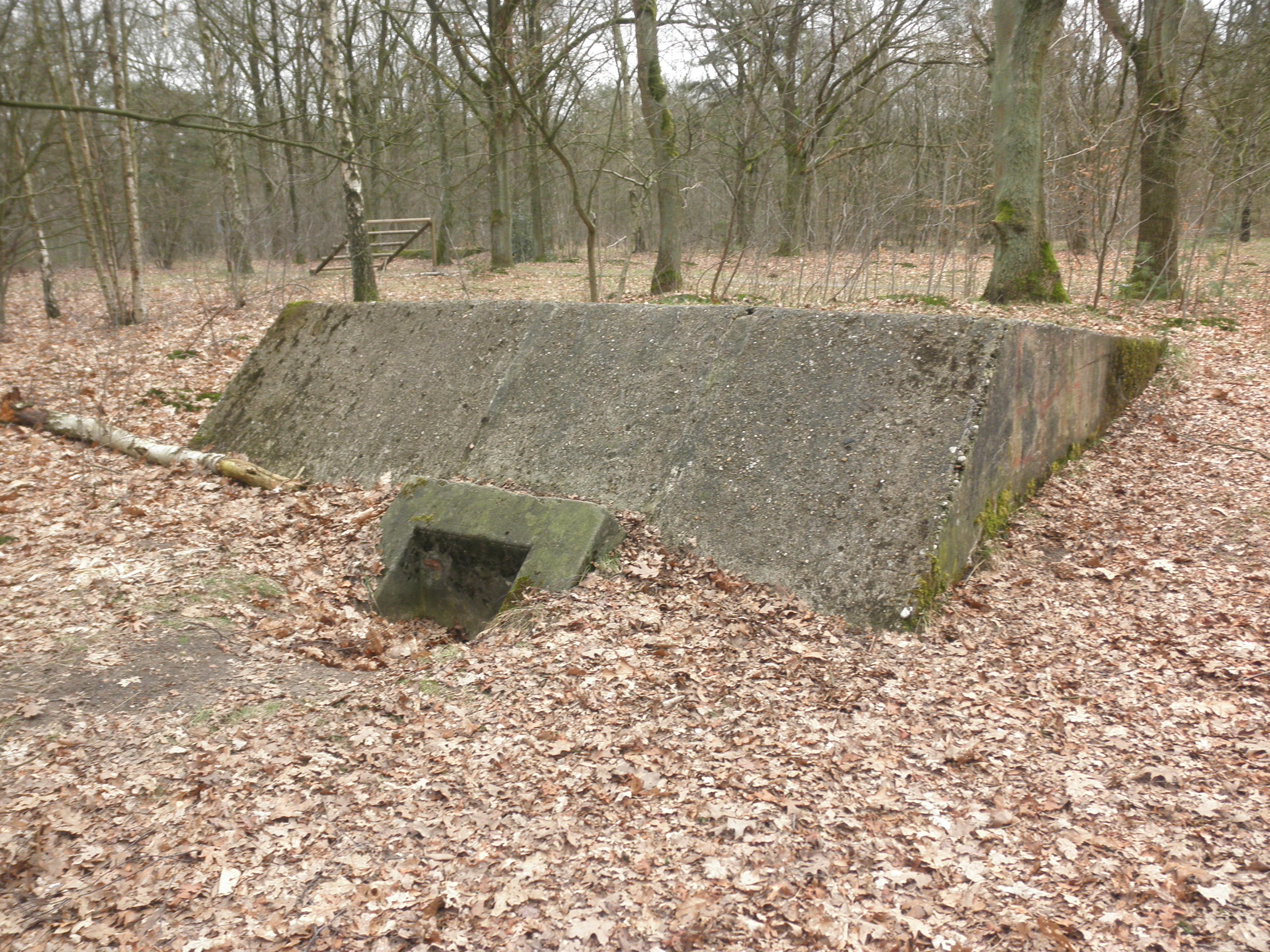
Betonschuilplaats type 1918/I bij het trimparcours in het Fransche Kamp te Bussum

Een Groepsschuilplaats Type 1918 is een in in beton uitgevoerd Nederlands militair bouwwerk uit de Eerste Wereldoorlog. Het was bedoeld als schuilplaats voor 8 of 16 infanteristen bij een vijandige artilleriebeschieting. In tegenstelling tot een kazemat heeft een groepsschuilplaats geen actieve gevechtsfunctie; er zijn geen opstellingsplaatsen voor wapens als mitrailleurs of kanonnen.

## Beschrijving
Schuilplaatsen Type 1918/I en Type 1918/II zijn volgens een standaardontwerp in 1918 op diverse plaatsen in West-Nederland gebouwd.
Beide typen zijn eenlaagse, circa 100 centimeter dik gewapend gietbeton uitgevoerde, granaatvrije, militaire onderkomens en voldeden aan dekkingsklasse W 12-15 of W 15-21. De dekkingsklasse is een aanduiding voor het weerstandvermogen. De schuilplaats was ten minste bestand tegen een voortgezette beschieting met 12 cm brisantgranaten en enkele voltreffers van 15 cm. Het beton aan de voorzijde was circa 1 meter dik; de andere wanden en het dak tussen de 50 cm en 70 cm.
In de onderstaande figuur de belangrijkste afmetingen en overige gegevens van de schuilplaatsen:
| Omschrijving | breed | diep | hoog | deuren | capaciteit | aantal gebouwd | aantal overgebleven |
| ------------ | ----- | ---- | ---- | ------ | ---------- | -------------- | ------------------- |
| Type I       | 5,0m  | 5,5m | 2,7m | 1      | 8 man      | 124            | 105                 |
| Type II      | 9,8m  | 6,3m | 2,7m | 2      | 16 man     | 100            | 62                  |

De zijgevels en frontzijde zijn verticaal uitgevoerd. Het dak loopt schuin om vijandige granaten te laten afketsen. De achterzijde is schuin uitgevoerd en had een of twee openingen. In sommige exemplaren zijn in de gevels ijzeren haken meegegoten die konden dienen ter bevestiging van camouflagemateriaal. Het interieur was een simpele rechthoekige ruimte te bereiken via een kleine trap met twee haakse bochten.
In de jaren 1936-1938 zijn nog een aantal schuilplaatsen aangepast. De voorzijde werd ingrijpend verbouwd en de schuilplaatsen kregen het karakter van een mitrailleurkazemat. Van deze omgebouwde exemplaren zijn er nog zo’n 25 aanwezig in de Nieuwe Hollandse Waterlinie.

## Locaties
De schuilplaatsen waren veelal onderdeel van loopgravenstelsels of gedekte wegen. Beide typen komen voor binnen de Stelling van Amsterdam, waaronder bij Spaarndam, met name voor het Fort bezuiden Spaarndam, en op diverse plaatsen in de Nieuwe Hollandse Waterlinie. De grootste concentratie van deze schuilplaatsen zijn te vinden tussen het Fort bij Rijnauwen en het Fort bij Vechten en bij Fort Everdingen, waar er 147 zijn gerealiseerd. In totaal zijn er ongeveer 225 gebouwd, waarvan nog 165 exemplaren zijn terug te vinden. Deze laatste zijn veelal niet toegankelijk omdat de toegangen zijn dichtgemetseld of ze zijn met puin volgestort.
Bij het Fransche Kamp in Bussum liggen ook nog circa 60 exemplaren. Ze werden aangelegd als extra bescherming van het Offensief voor Naarden. De schuilplaatsen liggen in min of meer twee parallelle rijen met een totale lengte van circa één kilometer. De frontzijde bestaat uit ongeveer 35 exemplaren van het Type I; de grote versie is vooral te vinden langs de achterste loopgraaf waar de reservetroepen lagen. Verder liggen er nog circa 30 Type II schuilplaatsen. Doordat de loopgraven en andere aardwerken verdwenen zijn, liggen de betonnen schuilplaatsen voor een deel beneden het maaiveld. Verder is sinds de bouw de heide begroeid met bomen; de individuele schuilplaatsen zijn goed zichtbaar, maar de samenhang is moeilijk te overzien.

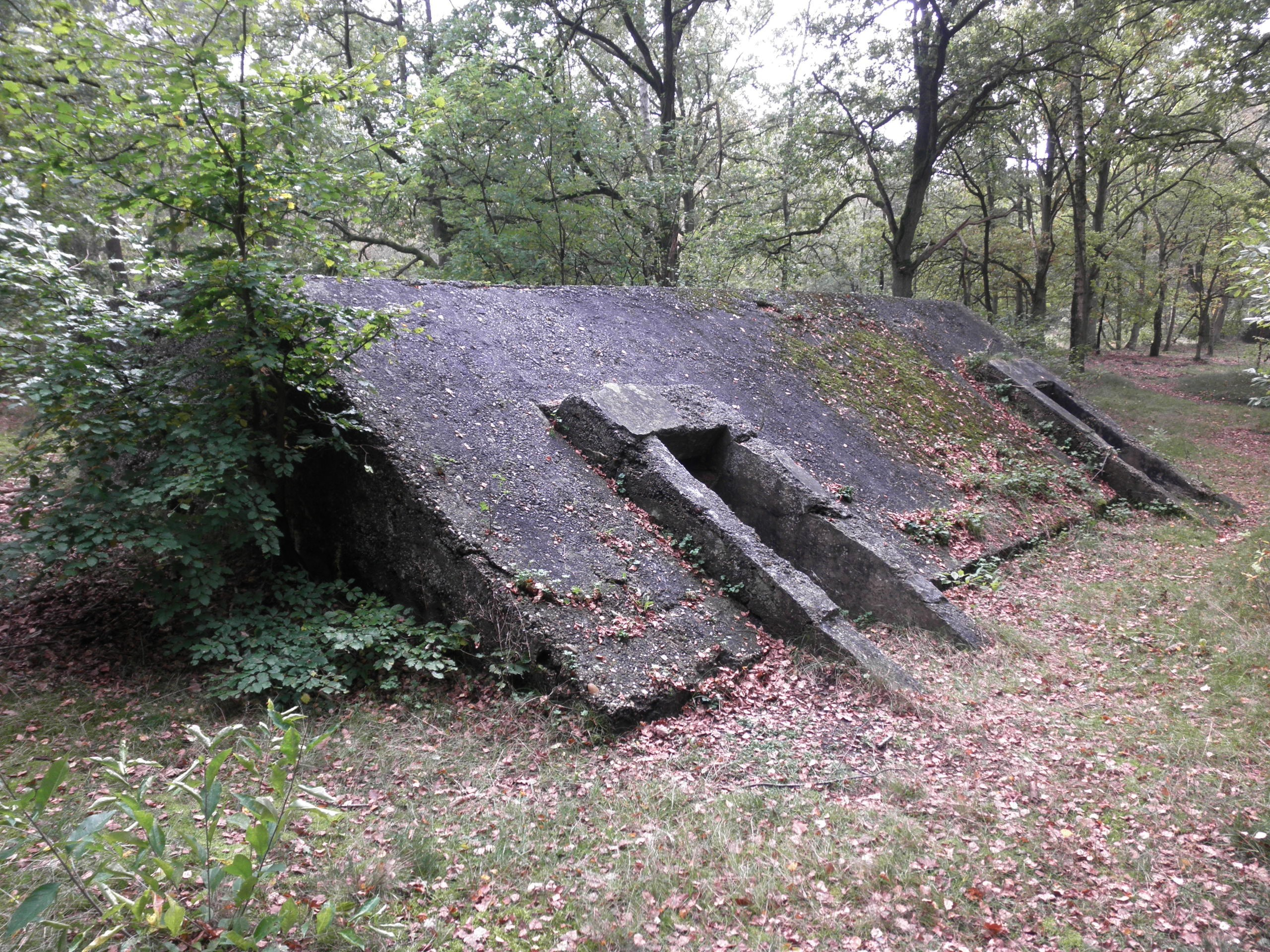
Groepsschuilplaats 1918/II in Fransche Kamp in Bussum
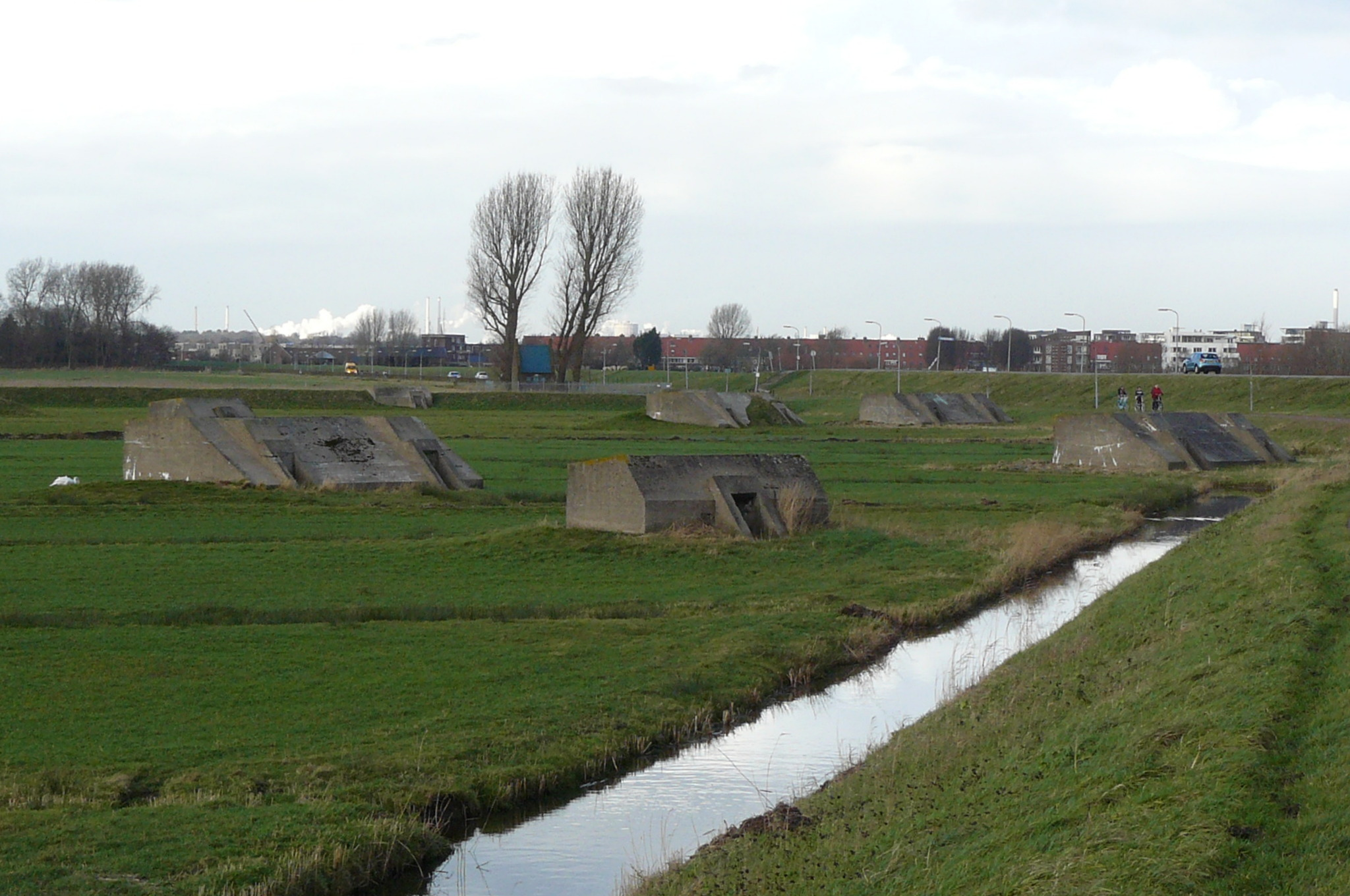
Cluster van schuilplaatsen langs de Slaperdijkweg voor Fort bezuiden Spaarndam
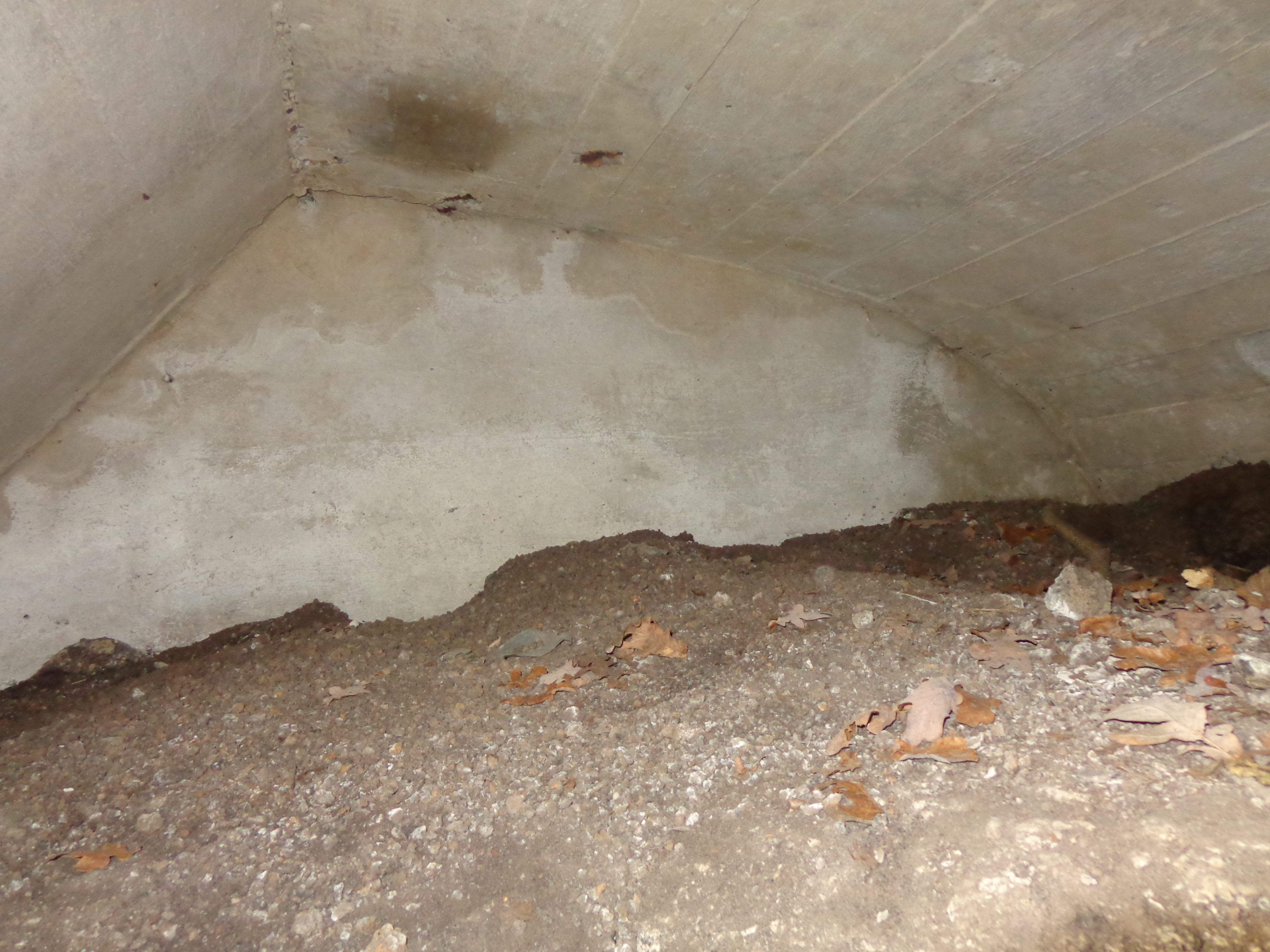
Interieur schuilplaats (Fort Hoofddijk)
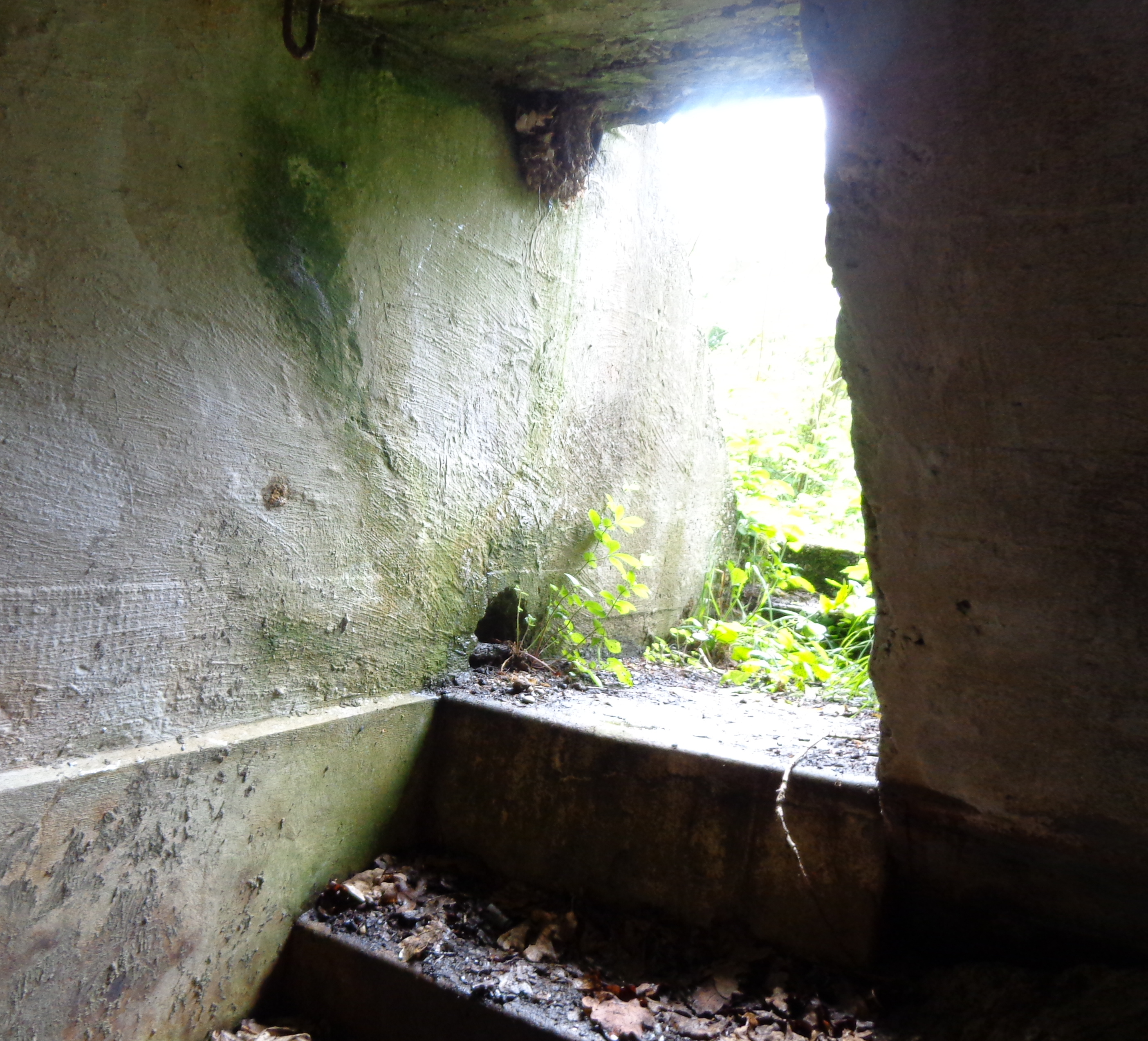
Interieur met ingang (Fort Hoofddijk)
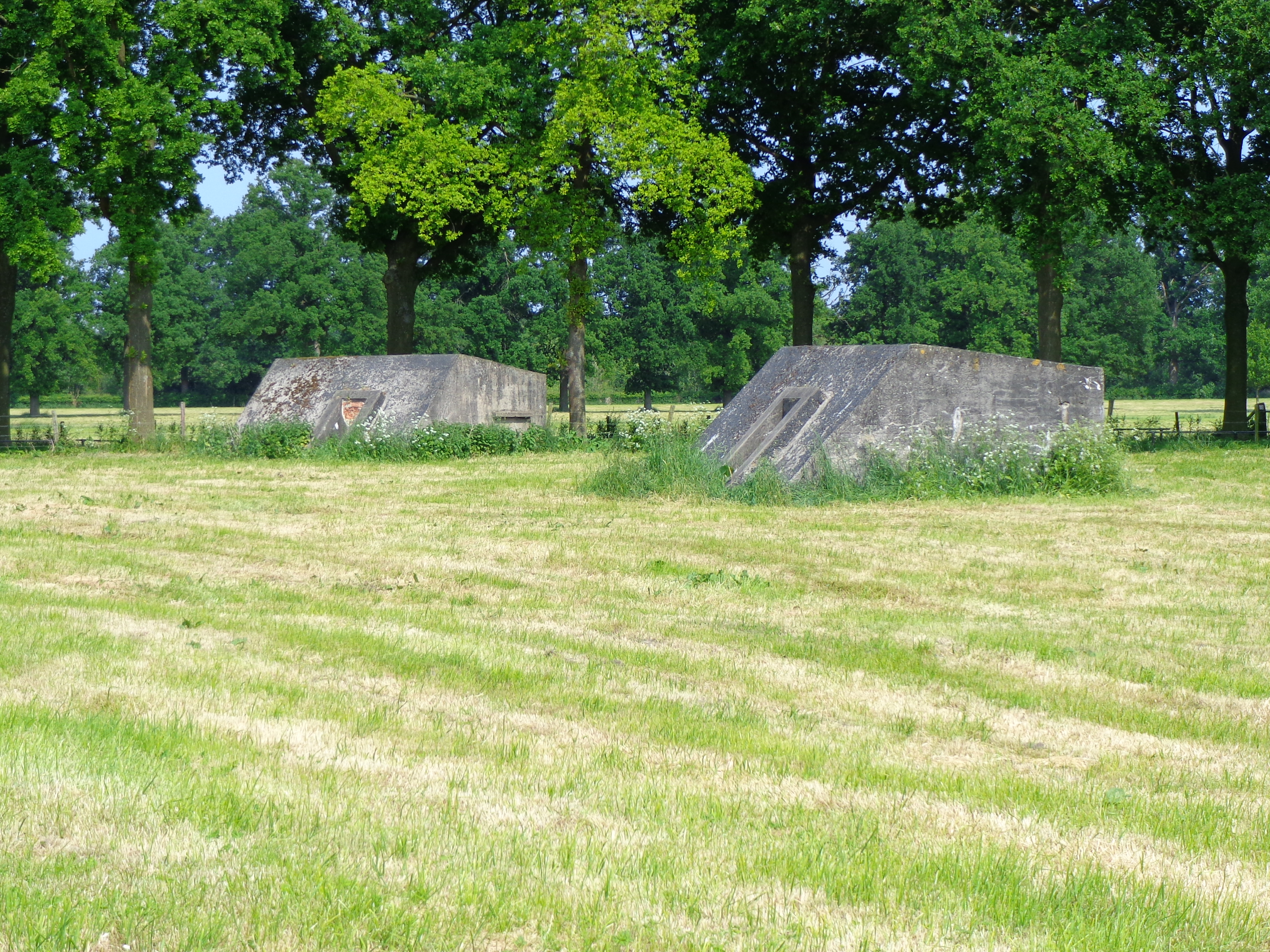
Twee schuilplaatsen aan het Bunkerpad bij Fort bij Rijnauwen